# Cheyenne
Cheyenne je hlavní a největší město státu Wyoming ve Spojených státech amerických, hlavní město okresu Laramie County.
Založeno bylo roku 1867. Rozkládá se na celkové ploše 57,9 km² a jeho populace je 59 456 obyvatel (2010). Hustota zalidnění je 969,6 obyv./km².

## Osobnosti města
- Rensis Likert (1903 – 1981), psycholog

## Partnerská města
- Akkra, Ghana
- Bismarck, Severní Dakota, USA
- Hammam Sousse, Tunisko
- Lompoc, Kalifornie, USA
- Lurdy, Francie
- Tchaj-čung, Tchaj-wan
- Voghera, Itálie
- Waimea, Havaj, USA

## Galerie

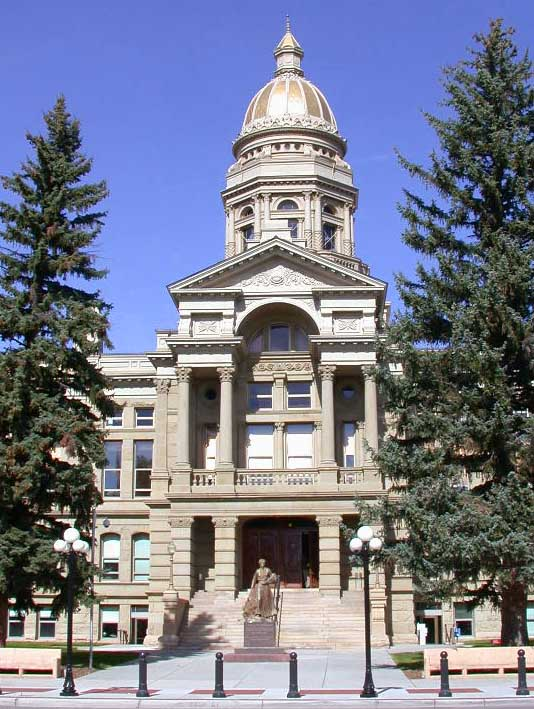
Kapitol Cheyenne
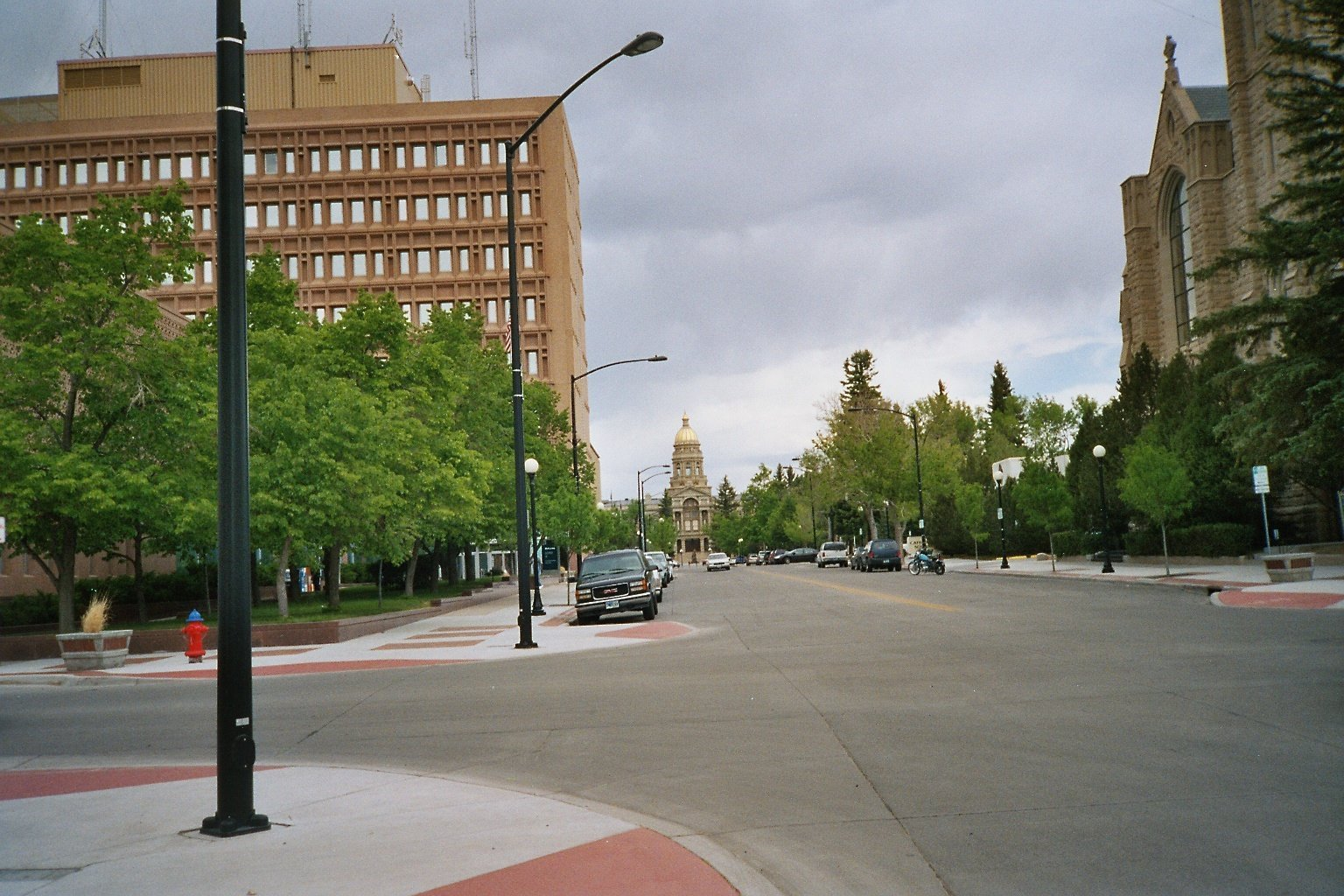
Capitol Avenue
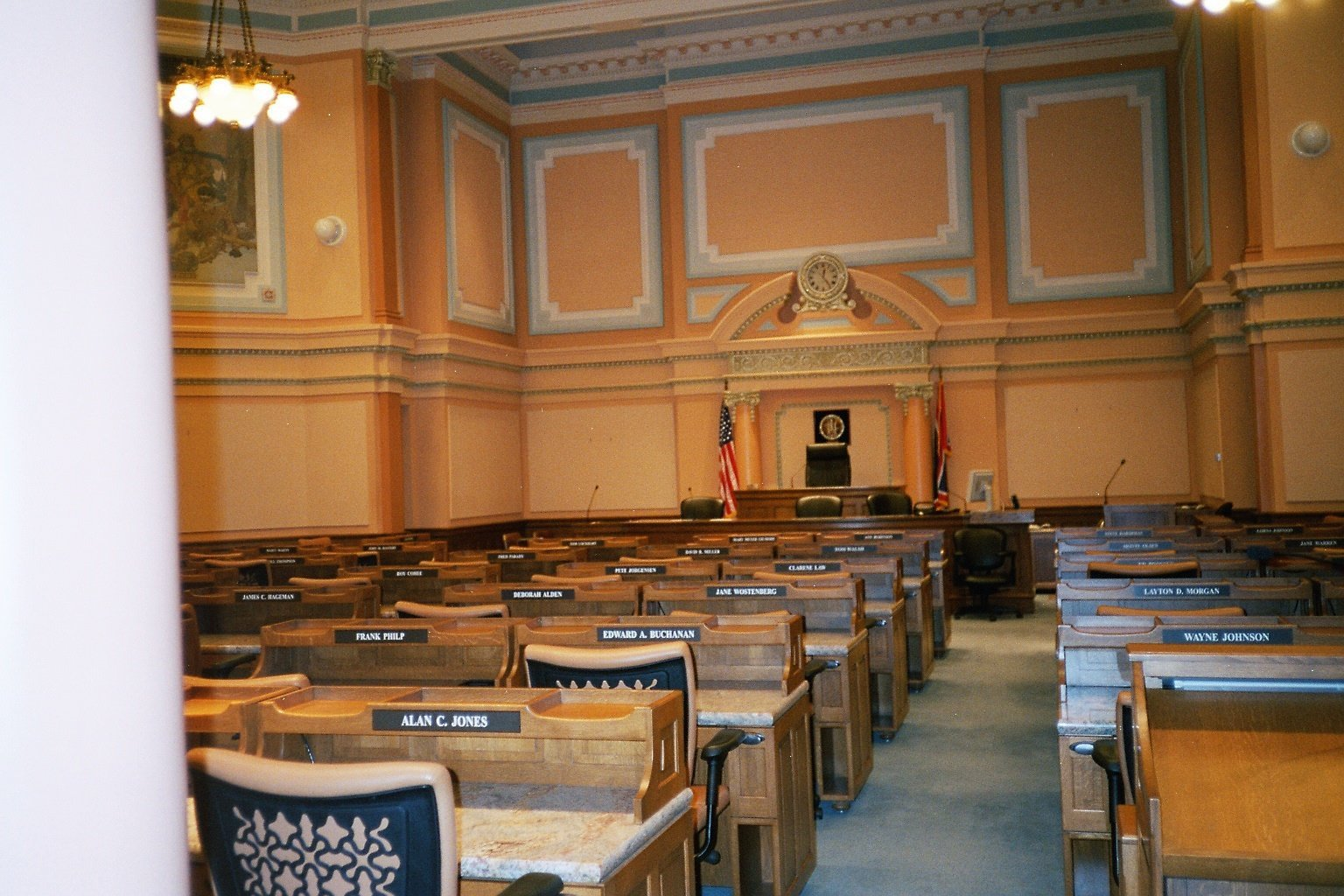
Conference Room